# Clematepistephium smilacifolium
Clematepistephium smilacifolium – gatunek roślin jednoliściennych z rodziny storczykowatych (Orchidaceae). Jedyny przedstawiciel monotypowego rodzaju Clematepistephium. Gatunek spokrewniony z rodzajem wanilia (Vanilla). Jest endemitem Nowej Kaledonii, gdzie rośnie w cienistych wilgotnych lasach równikowych. Jest to pnącze osiągające 8 m długości, które w przeciwieństwie do wanilii nie wytwarza korzeni powietrznych. Wspina się owijając wokół niewielkich drzew. Liście ma skórzaste, a kwiaty zielone, w naturze bardzo rzadko znajdowane (dotychczas obserwowane zaledwie przez kilka osób).

## Systematyka
Rodzaj sklasyfikowany do plemienia Vanilleae, podrodzina waniliowe (Vanilloideae), rodzina storczykowate (Orchidaceae), rząd szparagowce (Asparagales) w obrębie roślin jednoliściennych.